# صالح سبت
صالح سبت (9 نوفمبر 1989) لاعب كرة قدم بحريني يلعب حاليا لصالح نادي الدرجة الأولى الرفاع البحريني في مركز قلب الدفاع من 2007 كما يجيد اللعب في مركزي الظهير الأيمن والظهير الأيسر.

## الإنجازات

### الرفاع
- الدوري البحريني الممتاز (1): 2012، 2014
- كأس ملك البحرين (1): 2010
- كأس الاتحاد البحريني (1): 2014